# إليشا نتنياهو
إليشا نتنياهو (بالعبرية: אלישע נתניהו‏) هو رياضياتي إسرائيلي، ولد في 21 ديسمبر 1912 في وارسو في بولندا، وتوفي في 3 أبريل 1986 في القدس في إسرائيل.